# ميخائيل بي كيلي
ميخائيل بي كيلي (بالإنجليزية: Michael P. Kelly)‏ هو مهندس معماري أمريكي، ولد في 31 يناير 1954 في سان فرانسيسكو في الولايات المتحدة.